# 潘云东
潘云东（1965年5月—），男，浙江人，中华人民共和国外交官，曾任中华人民共和国驻曼彻斯特总领事。

## 生平
1989年，进入中华人民共和国外交部工作，先后在外交部台湾事务办公室、驻孟买总领事馆、外交部香港澳门台湾事务司任职。2002年，任驻美国大使馆参赞。2008年，任外交部香港澳门台湾事务司副司长。2011年10月，出任中华人民共和国驻曼彻斯特总领事。2014年，任外交部驻澳门特派员公署副特派员。2017年，任外交部香港澳门台湾事务司一级巡视员。2021年，任外交部驻香港特派员公署副特派员。

## 家庭
已婚，有一子。